# Стрічковий конвеєр

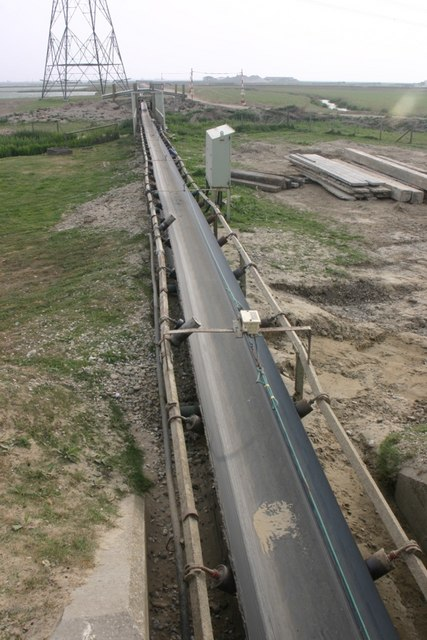
Стрічковий конвеєр

Стрічковий конвеєр — пристрій безперервної дії з об'єднаним вантажонесучим та тяговим органом у вигляді замкнутої стрічки. Стрічка приводиться у рух силою тертя між нею та приводним барабаном, опирається по всій довжині на стаціонарні роликові опори. У шахтах і кар'єрах стрічковий конвеєр слугує для транспортування к.к. і породи з прохідницьких, розкривних і добувних вибоїв горизонтальними і похилими виробками всередині гірничих підприємств, підняття їх на поверхню і подальшого переміщення до збагач. фабрики або пункту перевантаження на зовнішній транспорт, а породи — у відвал.

## Конструкція
Основні елементи конструкції стрічкового конвеєра: конвеєрна стрічка, привод, постав з роликоопорами, завантажувальний і натяжний пристрої. Крім того, на стрічкові конвеєри встановлюють вловлювачі стрічки, механізми для її очищення, завантаження тощо. Привод складається з електродвигуна, редуктора, з'єднувальних муфт, гальма і приводного барабана (барабанів). Розрізняють дек. схем приводів за числом і місцем встановлення барабанів (рис.). Постав К.с. робиться з «жорстким» і шарнірно-підвісними роликоопорами. Завантажувальний пристрій стрічкового конвеєра має вигляд приймальної воронки з бортами, що направляють вантажопотік. Натяжний пристрій — барабанна електролебідка з системою канатних блоків.

## Класифікація
За галуззю застосування, конструкцією і параметрами підземні стрічкові конвеєри поділяють на п'ять груп:
- Перша — стрічкові конвеєри для примикаючих до лав трансп. виробок з кутами нахилу 3-6°.
- Друга — для горизонтальних і слабопохилих виробок.
- Третя — для похилів з кутом до 18о.
- Четверта — для бремсберґів з кутом до 16о.
- П'ята — для похилих стовбурів і гол. схилів з кутом 3-18о.

Граничний кут нахилу стрічкових конвеєрів для рядового вугілля 20о, для дроблених руд — до 25о.
Кар'єрні стрічкові конвеєри за конструкцією поділяють на вибійні, відвальні, передавальні і стаціонарні магістральні. Крім того, вони є складовою частиною деяких кар'єрних агрегатів в складі роторних і ланцюгових екскаваторів, відвалоутворювачів, транспортно-відвальних мостів, перевантажувачів.

## Основні параметри
У гірничорудній промисловості на підйомах крупнодробленої руди з кар'єрів продуктивність К.с. становить до 6000 т/год, ширина стрічки 1600—2000 мм, потужність електродвигунів привода 1200-3000 кВт. Загалом К.с. мають високу продуктивність, яка досягає 30 тис.т/год. Довжина К.с. в одному поставі від декількох метрів до 10-15 тис. метрів, кут нахилу не перевищує 16-18°.

## Заводи-виготівники
Заводи-виготівники в Україні: Краснолуцький машинобудівний завод, Львівський конвеєробудівний завод, Дніпропетровський завод будівельних машин та ін.